# Croatie aux Jeux mondiaux de 2017
Cet article contient des informations sur la participation et les résultats de la Croatie aux Jeux mondiaux de 2017 à Wrocław en Pologne.

## Médailles

### Or
| Sport              | Discipline | Sportifs |
| Médailles d'or : 0 |            |          |

### Argent
| Sport                  | Discipline                            | Sportifs |
| Médailles d'argent : 2 |                                       | |
| Beach handball         | Hommes                                | Croatie- Josip Sandrk - Dominik Markovic - Zvonimir Dikic - Lucian Bura - Matej Semren - Ivan Dumencic - Ivan Jurić - Dario Begonja - Tomislav Laus - David Henigman |
| Boules                 | Hommes - Lyonnaise - Tir de précision | Pero Ćubela |

### Bronze
| Sport                                      | Discipline             | Sportifs       |
| Médailles de bronze : 1 (+1 démonstration) |                        |                |
| Tir à l'arc                                | Hommes - Arc à poulies | Domagoj Buden  |
| Kick-boxing (dem.)                         | Hommes 63,5 kg         | Muhamet Deskaj |